# Jean-Marc Lange
Jean-Marc Lange, né le 17 novembre 1945 à Canteleu (Seine-Maritime) est un artiste français, dessinateur, peintre et sculpteur.

## Biographie
Jean-Marc Lange passe son enfance au Grand-Quevilly, près de Rouen (Seine-Maritime).
Il est admis en octobre 1961 à l'école régionale des beaux-arts de Rouen pour ses premières études artistiques. Ses professeurs sont Pierre Dauphin, Mouillé, Dandeville, Lesage, Toublanc, Robert Savary, René Leleu, Jacques Ramondot.
En novembre 1964, il entre dans l'atelier du peintre Maurice Brianchon à l'école nationale supérieure des beaux-arts de Paris. Sélectionné pour les épreuves du Concours de Rome, il obtient un premier grand prix de Rome de peinture à l'issue des trois mois en loges pour son tableau Le Songe,.

### Séjour en Italie
Il s’installe en janvier 1966 dans l'atelier dont il prend possession donnant sur la terrasse du Bosco, à la Villa Médicis pour quarante mois.
Premières rencontres à Rome avec le peintre Balthus et quelques pensionnaires, les sculpteurs Jacqueline Deyme, Philippe Thill, Louis Lutz, le graveur Brigitte Courme, Frédérique Tison, les architectes Bernard Schoebel et Jean Louis Roubert. Autres pensionnaires qui se joindront plus tard : le graveur Jean-Pierre Velly, le peintre Gérard Barthélémy, les plasticiens Anne et Patrick Poirier, les musiciens Alain Kremski, Lucie Robert.

### Thématique
Les peintures de Jean-Marc Lange inspirées par les terrasses romaines et les plages d'Ostie dès 1966, se développent comme une longue suite mettant en scène des transats, des grands pots, des figures, par des compositions très dessinées, aux couleurs chaudes, ambiances d'orages et de grands vents, ceux du sirocco ou du libeccio.
Il réalise trois sculptures pour la ville de Grand-Quevilly dans les années 1970 : une pour le collège Claude-Bernard en 1972, une pour le groupe scolaire Jean-Moulin en 1976 et une pour l'esplanade de l'hôtel de ville en 1978. Il réalise une sculpture et une peinture pour la ville de Lévis (Canada).

### Vie privée
Jean-Marc Lange épouse Jacqueline Deyme à La Celle-Saint-Cloud en 1972.

## Élèves
- Monique Baroni[6].